# Ramphonotus septentrionalis
Ramphonotus septentrionalis is een mosdiertjessoort uit de familie van de Calloporidae. De wetenschappelijke naam van de soort is voor het eerst geldig gepubliceerd in 1906 door Kluge.